# Uppehållstillstånd inom Europeiska unionen

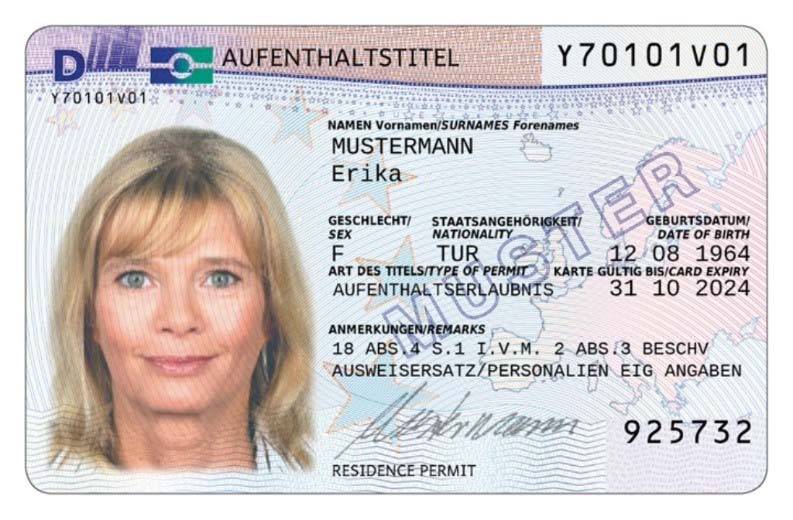
Ett tyskt uppehållstillstånd utfärdat enligt den enhetliga utformningen.

Uppehållstillstånd inom Europeiska unionen innefattar alla handlingar, utom visum och handlingar utfärdade i väntan på beslut om uppehållstillstånd, som ger tillstånd för en utländsk medborgare att tillfälligt eller permanent vistas i en av medlemsstaterna inom Europeiska unionen. Uppehållstillstånd utfärdas av de ansvariga myndigheterna i respektive medlemsstat i enlighet med nationell lagstiftning, men vissa bestämmelser regleras av unionsrätten, däribland utformningen av handlingarna.
Unionsmedborgare och deras familjemedlemmar samt andra personer som åtnjuter fri rörlighet enligt rörlighetsdirektivet omfattas av uppehållsrätt vid uppehåll i en annan medlemsstat än den där de är medborgare och behöver därför inte uppehållstillstånd. Tredjelandsmedborgare som besöker en medlemsstat för kortare vistelse (maximalt 90 dagar under en 180-dagarsperiod), till exempel för att turista, besöka anhöriga eller delta i konferenser eller affärsmöten, behöver inte heller uppehållstillstånd, men kan däremot behöva visum. I övriga fall behöver utländska medborgare i regel alltid uppehållstillstånd.
Bestämmelserna om uppehållstillstånd är en del av den gemensamma invandringspolitiken och omfattar i regel inte Danmark och Irland på grund av deras undantagsklausuler på området med frihet, säkerhet och rättvisa. Dock omfattas de, tillsammans med Island, Liechtenstein, Norge och Schweiz, av den enhetliga utformningen av uppehållstillstånd, som är en del av Schengenregelverket.

## Historia
Genom Maastrichtfördraget, som trädde i kraft den 1 november 1993, inrättades ett mellanstatligt samarbete kring rättsliga och inrikes frågor inom Europeiska unionen. Detta innefattade möjligheten för medlemsstaterna att anta vissa gemensamma bestämmelser om en gemensam invandringspolitik. Detta ledde bland annat till att den första enhetliga modellen för uppehållstillstånd antogs av Europeiska unionens råd den 16 december 1996.
Genom Amsterdamfördraget överfördes den gemensamma invandringspolitiken från den mellanstatliga pelaren för rättsliga och inrikes frågor till den överstatliga pelaren för Europeiska gemenskaperna. Följaktligen stärktes möjligheterna att fatta beslut om bland annat uppehållstillstånd. Samtidigt fick Danmark, Irland och Storbritannien olika typer av undantagsklausuler på området. Mot bakgrund av fördragsändringarna antog rådet en förordning den 13 juni 2002 om en enhetlig utformning av uppehållstillstånd som ersatte den tidigare enhetliga modellen. Förordningen antogs som en del av Schengenregelverket, och blev därför även tillämplig för Danmark. Irland och Storbritannien valde att också delta. Under 2008 och 2017 uppdaterades den enhetliga utformningen för att förbättra säkerhetsdetaljerna.
Parallellt med utvecklandet av den enhetliga utformningen av uppehållstillstånd antogs gemensamma bestämmelser om utfärdande av uppehållstillstånd till vissa specifika grupper av tredjelandsmedborgare. Under 2000-talet infördes bland annat gemensamma regler om familjeåterförening och varaktigt bosatta samt vissa sektorsspecifika bestämmelser om villkor för inresa och vistelse för bland annat studenter och forskare, högkvalificerade arbetstagare och säsongsarbetare inom ramen för den gemensamma invandringspolitiken.

## Rättslig grund
Bestämmelserna om uppehållstillstånd utgör en del av den gemensamma invandringspolitiken. Den rättsliga grunden för dessa bestämmelser återfinns i artikel 79.2 a i fördraget om Europeiska unionens funktionssätt:
| ” | Vid tillämpning av punkt 1 ska Europaparlamentet och rådet i enlighet med det ordinarie lagstiftningsförfarandet besluta om åtgärder på följande områden: a) Villkor för inresa och vistelse, normer för medlemsstaternas utfärdande av visering och uppehållstillstånd för längre tid, inbegripet sådana som avser familjeåterförening. (...) | „ |
| – Artikel 79.2 i fördraget om Europeiska unionens funktionssätt efter Lissabonfördragets ikraftträdande | |   |

Bestämmelserna om den enhetliga utformningen av uppehållstillstånd är även en del av Schengenregelverket.

## Krav på innehav av uppehållstillstånd
En utländsk medborgare behöver i regel alltid uppehållstillstånd vid vistelse i en av medlemsstaterna inom Europeiska unionen. Det är upp till varje medlemsstat att fastställa de exakta villkoren för beviljande av uppehållstillstånd inom ramen för vad unionsrätten tillåter. Följande personer behöver dock inte uppehållstillstånd:
- Unionsmedborgare, andra EES-medborgare och deras familjemedlemmar när de omfattas av rörlighetsdirektivets bestämmelser om uppehållsrätt, dock kan det föreligga anmälnings- eller registreringskrav i enlighet med nationell lagstiftning[10]
- Tredjelandsmedborgare som uppehåller sig för kortare vistelse (maximalt 90 dagar under en 180-dagarsperiod), dock kan det föreligga visumkrav i enlighet med den gemensamma viseringspolitiken eller, för Irland, den nationella lagstiftningen
- Tredjelandsmedborgare som uppehåller sig i upp till ett år med ett visum för längre vistelse i enlighet med nationell lagstiftning
- Asylsökande och andra tredjelandsmedborgare som har en tillfällig handling utfärdad i väntan på beslut om uppehållstillstånd
- Personer som har fått ett tillstånd utfärdat under exceptionella omständigheter för en förlängning av sin tillåtna vistelse med högst en månad

Innehavare av uppehållstillstånd i någon av medlemsstaterna inom Schengenområdet har rätt att resa till och uppehålla sig i de andra Schengenländerna för kortare vistelse (maximalt 90 dagar under en 180-dagarsperiod) utan visum.

## Utfärdande av uppehållstillstånd
Till skillnad från utfärdandet av visum för kortare vistelse inom Schengenområdet finns det inget heltäckande regelverk för utfärdande av uppehållstillstånd inom Europeiska unionen. Utfärdandet regleras istället i första hand av nationell lagstiftning, och det är i allmänhet upp till varje medlemsstat att bestämma villkoren för att tredjelandsmedborgare ska beviljas uppehållstillstånd. Dock finns det inom ramen för den gemensamma invandringspolitiken vissa gemensamma bestämmelser om specifika grupper av tredjelandsmedborgare som är berättigade till uppehållstillstånd: familjemedlemmar till en tredjelandsmedborgare som omfattas av familjeåterföreningsdirektivet, personer som har erhållit status som varaktigt bosatta, personer som har fallit offer för människohandel samt personer som omfattas av några av de sektorsspecifika bestämmelserna som fastställs i unionsrätten om villkor för inresa och vistelse för tredjelandsmedborgare. I det sistnämnda fallet får dock medlemsstaterna begränsa antalet utfärdade uppehållstillstånd till arbetstagare och egenföretagare genom nationella inresekvoter.
Det är också möjligt för medlemsstaterna att i vissa undantagsfall utfärda uppehållstillstånd som inte följer den enhetliga utformningen.

### Olika typer av uppehållstillstånd
Uppehållstillstånd kan utfärdas baserat på bland annat följande bestämmelser:
- Nationell lagstiftning utan grund i unionsrätten
- Familjeanknytning i enlighet med familjeåterföreningsdirektivet
- Direktivet om varaktigt bosatta
- Direktivet om uppehållstillstånd till personer som har fallit offer för människohandel
- Student- och forskardirektivet för studenter och forskare
- Direktivet om EU-blåkort för högkvalificerade arbetstagare
- Säsongsanställningsdirektivet för säsongsanställda
- ICT-direktivet om företagsintern förflyttning av personal

## Utformning av uppehållstillstånd
Uppehållstillstånd utformas enligt en enhetlig standard som är gemensam för alla medlemsstater. Den ursprungliga enhetliga modellen för uppehållstillstånd antogs i slutet av 1996 av Europeiska unionens råd. En ny enhetlig utformning antogs 2002 som en del av Schengensamarbetet, och uppdaterades 2008 och 2017 för att förbättra säkerhetsdetaljerna. Som en del av Schengenregelverket omfattas även Danmark samt Island, Liechtenstein, Norge och Schweiz av den enhetliga utformningen. Även Irland (som står utanför större delen av Schengensamarbetet och den gemensamma invandringspolitiken) har valt att använda den enhetliga utformningen för sina egna nationella uppehållstillstånd.

### Uppehållstillståndskortet

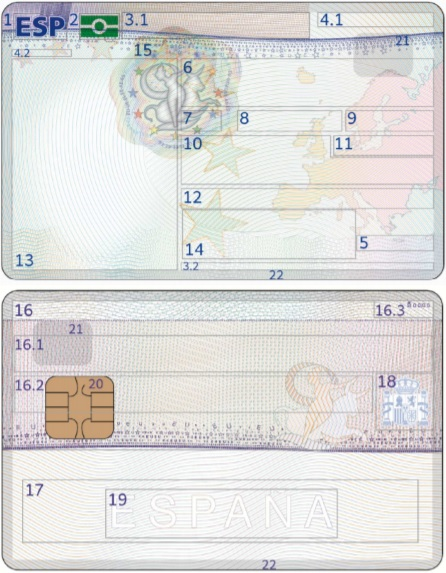
Det enhetliga uppehållstillståndskortet.

Uppehållstillstånd utfärdas i form av ett uppehållstillståndskort i ID 1-format. Kortet är enhetligt utformat och består av följande delar:
Framsidan
(1) En landskod på tre bokstäver (utom för Tyskland som har förkortningen ”D”) som anger den utfärdande medlemsstaten enligt Icaos standard
(2) Icaos symbol för maskinläsbar resehandling med kontaktlöst mikrochip (e-MRTD-symbol) i optiskt variabel färg
(3.1) Dokumentets titel (”uppehållstillstånd”) angivet på den utfärdande medlemsstatens officiella språk
(3.2) Dokumentets titel (”uppehållstillstånd”) angivet på ytterligare något av unionens officiella språk
(4.1, 4.2) Dokumentets nummer
(5) Kortets åtkomstnummer (CAN)
Rubriktexterna till följande uppgifter anges på den utfärdande medlemsstatens språk. De får även anges på ytterligare ett av unionens officiella språk.
(6) Namn
(7) Kön
(8) Medborgarskap
(9) Födelsedatum
(10) Typ av tillstånd
(11) Sista giltighetsdag för uppehållstillståndskortet
(12) Eventuella anmärkningar, till exempel om arbetstillstånd
(13) Ett fotografi av innehavaren
(14) Namnteckning
(15) DOVID till skydd för fotot.
Baksidan
(16) Anmärkningar, inbegripet utfärdandedatum och utfärdandeort eller utfärdande myndighet samt födelseort
(17) Maskinläsbar del
(18) Medlemsstatens nationella emblem
(19) Maskinläsbar del, vars bottenmönster anger namnet på den medlemsstat som har utfärdat uppehållstillståndet
(20) RF-chip. Medlemsstaterna får även integrera ett chip med dubbla gränssnitt eller ett separat kontaktchip för nationellt bruk, dock utan att störa RF-chippet
(21) Valfritt genomskinligt fönster
(22) Valfri genomskinlig ram
Biometrisk information
Uppehållstillståndskortet innehåller även digitalt lagrad information i form av en ansiktsbild och två fingeravtrycksbilder av innehavaren. Personer för vilka det är fysiskt omöjligt att ta fingeravtryck samt barn under sex år är undantagna från kravet om fingeravtryck.
Utöver ovanstående uppgifter finns ett flertal sekretessbelagda säkerhetsdetaljer. Den fullständiga tekniska specifikationen fastställs av Europeiska kommissionen och är tillgänglig endast för de ansvariga myndigheterna i medlemsstaterna. Den senaste tekniska specifikationen antogs den 30 november 2018.

## Andra handlingar än uppehållstillstånd

### Bevis om registrering av uppehållsrätt och intyg om permanent uppehållsrätt
Unionsmedborgare som genom uppehållsrätt uppehåller sig mer än tre månader i en annan medlemsstat än den där de är medborgare kan erhålla ett bevis om registrering av uppehållsrätt (om registrering är nödvändigt enligt nationell lagstiftning) och, efter fem års uppehåll, ett intyg om permanent uppehållsrätt i enlighet med rörlighetsdirektivets bestämmelser. Dessa handlingar är inga uppehållstillstånd och innehav av dem är inte ett krav för att personen i fråga ska åtnjuta uppehållsrätt eller permanent uppehållsrätt, utan endast en bekräftelse av dessa rättigheter.

### Uppehållskort för en unionsmedborgares familjemedlem
Tredjelandsmedborgare som är familjemedlemmar till en unionsmedborgare och som genom uppehållsrätt uppehåller sig mer än tre månader i en annan medlemsstat än den där unionsmedborgaren är medborgare kan erhålla ett uppehållskort i enlighet med rörlighetsdirektivets bestämmelser. Efter fem års uppehåll kan en familjemedlem erhålla ett permanent uppehållskort. Sedan den 2 augusti 2021 utfärdas alla uppehållskort och permanenta uppehållskort i enlighet med den enhetliga utformningen för uppehållstillstånd och liknar därmed till stora delar ett uppehållstillstånd, men är i formell mening en egen typ av uppehållshandling. I Schengenregelverket likställs ett uppehållskort vanligtvis med ett uppehållstillstånd vad gäller till exempel rätten att röra sig visumfritt inom Schengenområdet för kortare vistelse (maximalt 90 dagar under en 180-dagarsperiod).

### Identitetshandlingar för asylsökande
Identitetshandlingar som utfärdas till asylsökande i väntan på beslut om asyl omfattas inte av bestämmelserna om uppehållstillstånd. Dessa handlingar är inte uppehållstillstånd och kan inte användas för resa till andra medlemsstater. De tillåter i regel inte heller innehavaren att arbeta eller studera.